# José Hernández (stacja metra)
José Hernández – stacja metra w Buenos Aires, na linii D. Znajduje się pomiędzy stacjami Olleros, a Juramento. Stacja została otwarta 13 listopada 1997.